# Золин, Анатолий Васильевич
Анатолий Васильевич Золин (21 июля 1924, Елизарово, Ярославская губерния — 10 марта 2011, Невинномысск, Ставропольский край) — советский передовик производства в химической промышленности. Лауреат Премии Совета Министров СССР. Герой Социалистического Труда (1977).

## Биография
Родился 21 июля 1924 года в деревне Елизарово (ныне — Тутаевского района Ярославской области) в многодетной рабочей семье.
В 1941 году окончил шесть классов школы и профессиональное училища при Ярославском резиновом комбинате, получив высшую квалификацию — слесаря 5-го разряда. Сразу после начала Великой Отечественной войны стажировался на Ярославском химическом комбинате и работал на возведении противотанковых укреплений под Ярославлем.
С 1942 года призван в ряды Красной Армии — участник Великой Отечественной войны. Участвовал в освобождении Ржева, воевал под Смоленском, дважды форсировал Волгу, прошёл с боями всю Белоруссию и Польшу. С 1944 года служил в железнодорожных войсках — линейный надсмотрщик 4-го отдельного батальона восстановления железнодорожной связи 4-й железнодорожной бригады. 15 января 1945 года А. В. Золин Указом Президиума Верховного Совета СССР был награжден медалью «За боевые заслуги».
С 1945 года после демобилизации из Вооруженных Сил работал в химической промышленности. С 1958 по 1988 годы работал слесарем и бригадиром слесарей-котельщиков на Невинномысском азотно-туковом заводе.
В 1963 года был переведен слесарем-наладчиком и выполнял работы по наладке и регулировке сложных узлов и агрегатов в цехах Невинномысского завода, стал лауреатом Премии Совета Министров СССР.
28 мая 1966 года Указом Президиума Верховного Совета СССР «за выдающиеся заслуги в выполнении заданий семилетнего плана по увеличению выпуска химической продукции и достижение высоких показателей в работе» Анатолий Васильевич Золин был удостоен звания Героя Социалистического Труда с вручением Ордена Ленина и золотой медали «Серп и Молот».
С 1988 года после выхода на пенсию жил в Невинномысске. Умер 10 марта 2011 года.

## Награды
- Медаль «Серп и Молот» (28.05.1966)
- Орден Ленина (28.05.1966)
- Орден Отечественной войны II степени (11.03.1985)
- Медаль За боевые заслуги (15.01.1945)
- Медаль «За освобождение Варшавы»

### Премии
- Премия Совета Министров СССР

### Память
- В городе Невинномысске на доме, где жил А. А. Золин, была установлена мемориальная доска.